# Feng Zhi
Feng Zhi (xinès simplificat: 冯至 ) (Zhuozhuo, 1905 - Pequín, 1993) va ser un escriptor, traductor, pedagog i poeta xinès.Considerat com un dels principals poetes modernistes de la Xina.

## Biografia
Feng Zhi, de nom real Feng Chengzi, també conegut com Feng Chi , va néixer el 17 de setembre de 1905 a Zhuozhuo, província de Hebei a la Xina. El 1916, va ser admès a l'escola mitjana municipal de Pequín. L'any 1919, va fundar la revista "Youth" amb els seus companys de classe. El 1921 va ser admès al curs preparatori de la Universitat de Pequín i el 1923, es va matricular al Departament d'Alemany de la Universitat. El 1927 es va graduar i més tard va ensenyar a l'escola secundària Harbin . El 1928, va ensenyar a l'escola Confucius de Pequín i va exercir com a professor ajudant al Departament d'Alemany de la Universitat de Pequín. El 1936 va ser nomenat professor de Universitat Tongji de Shanghai i posteriorment a la Universitat de Kunming. També va ser director executiu de la Societat Sino-alemanya de Pequín.
En certs moments va ocupar càrrecs acadèmics i polítics, viatjant la Unió Soviètica i països d'Europa de l'Est. Va ser redactor en cap adjunt de l'Editorial de Literatura Popular, membre de l'Acadèmia Xinesa de Ciències (1955), director de l'Institut de Literatura Estrangera, i membre de l'Acadèmia Xinesa de Ciències (1964). Després de la proclamació de la República Popular, el 1949, va Feng Zhi va escriure sobretot poemes patriòtics, però durant la Revolució Cultural, com tants intel·lectuals de l'època, no va poder seguir la seva activitat de docent i poeta, que va recuperar, ja amb més de 70 anys, amb l'obertura cultural quan va poder recobrar el seu prestigi com a poeta i traductor, que es va mantenir vigent fins a la seva mort el 1993.
El 1978, va ser elegit representant del Cinquè Congrés Nacional del Poble de la República Popular de la Xina i va ser president de la Societat de Literatura Estrangera de la Xina (1980) i acadèmic estranger de la Reial Acadèmia Sueca de Ciències.
Va morir a Pequín el 22 de febrer de 1993.

#### Trajectòria literària
Feng va començar a escriure poesia quan era estudiant a la Universitat de Pequín a principis dels anys vint. Els seus poemes porten les marques d'una forta influència del Moviment del Quatre de Maig. La seva primera col·lecció de poesia, "Zuori zhi ge" (Cançons d'ahir), es va publicar el 1927. Mentre estudiava va tenir el suport dels cercles intel·lectuals i va conèixer a autors com Lu Xun, Zhou Zuoren, Yu Dafu i altres. El 1935, Lu Xun el va elogiar com “el poeta líric més destacat de la Xina".
El seu nom també s'esmenta amb freqüència en associació amb altres nou poetes col·lectivament coneguts com les "Nou Fulles" (jiu ye), dels que va ser mestre i mentor. El grup estava format pels poetes Mu Dan , Dun Yunxie, Hang Yuehe , Tang Qi , Tang Shi , Xin Di, Yuan Kejia i les poetesses Chen Jingrong i Zheng Min.
Va ser un dels escriptors que va desenvolupar l'escriptura en l'estil baihua i també dels primers en la introducció a la Xina de la mètrica occidental en la forma de versificar i ha estat considerat com el millor autor de sonets del seu país.

#### Feng Zhi i Alemanya
El 1930 amb una beca del Govern va viatjar a Alemanya, formant-se a les universitats de Berlín i Heidelberg, on va ser alumne de Karl Jaspers ia on es va doctorar el 1935 amb una tesi sobre Novalis. El juny de 1935 es va doctorar en filosofia per la Universitat de Heidelberg.
Feng Zhi va ser un estudiós de la literatura, la poesia, la filosofia i l'art alemanys. Va traduir al xinès un gran nombre d'obres d'autors alemanys especialment de Wolfgang von Goethe,a partir de la lectura de les traduccions de Guo Moruo. Altres autors traduïts van ser Rainer Maria Rilke, Friedrich Hölderlin, Heinrich Heine, Heinrich von Kleist, Ernst Theodor Amadeus Hoffmann, Søren Kierkegaard i Friedrich Nietzsch.
A Alemanya ha rebut diverses distincions i premis.

## Obres destacades
A part de les traduccions la seva obra personal més coneguda és la col·lecció "Sonets", 十四行集 (Shisihang Ji) una sèrie de vint-i-set sonets inspirats en els Sonets a Orfeu de Rilke, publicats el 1942.(Hi ha una traducció al castellà). Pel to en les seves obres se'l ha definit com un"poeta metafísic".
A més de la poesia, i dels versos breus que donaven veu a la seva desesperació i solitud, va escriure llargs poemes narratius basats en llegendes tradicionals i personatges històrics com: Wu Zixu i Du Fu.

## Premis i distincions
| Any  | Premi                                                       |
| ---- | ----------------------------------------------------------- |
| 1983 | Goethe-Medaille                                             |
|      | Medalla de l'Orde al Mèrit de la República Federal Alemanya |
| 1985 | Premi Jacob und Wilhelm-Grimm                               |
| 1987 | Premi Internationes per la literatura i l'art (Bonn)        |
| 1988 | Premi Friedrich-Gundolf                                     |